# Lebsa lfasiya

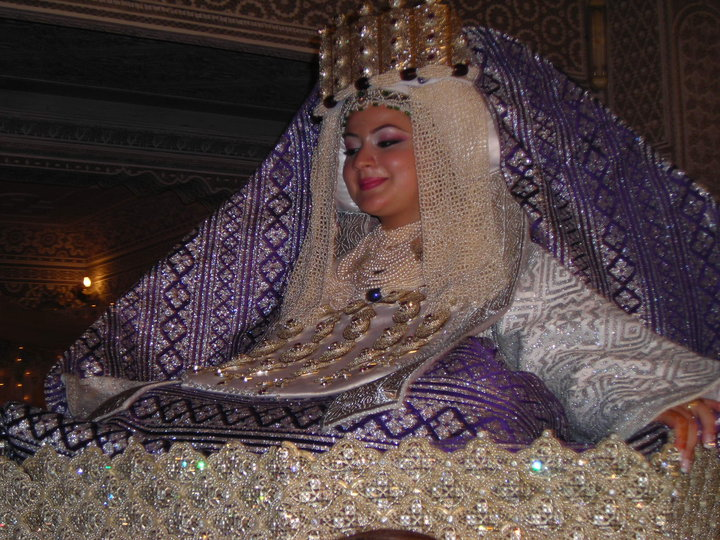
Une mariée qui porte une Lebsa lfasiya montant sur la Amariya.

La lebsa lfasiya (« tenue fassie », en arabe 
لبسة فاسية), ou lebsa lekbira (« grande tenue »), est une robe à l'origine fabriquée par la dynastie des Saadiens[réf. nécessaire], au Maroc, et la cinquième tenue de mariée du rite des sept tenues. D'autres noms lui ont été attribués comme la « tenue du paon »[réf. nécessaire].
Cette tenue est très difficile à porter pour la mariée en raison du grand nombre de pièces qui la composent.
Autrefois pesante et de couleur verte, cette tenue s'est allégée cependant, et peut prendre différentes couleurs comme le blanc ou le rouge,.
La « robe fassi » est «  considérée comme l'un des symboles des traditions matrimoniales marocaines » selon le magazine féminin Soltana.ma  .

## Contexte cérémoniel
La mariée (ainsi que son époux) change de tenue au cours de la cérémonie, portant divers caftans tels que celui appelé al 'amira (la princesse) ; la lebsa fassia, « robe de mariée de l'élite de Fès » ; la (ph)fara'unia, ainsi nommée en référence aux Pharaons d'Egypte. La lebsa lfasya correspond à la cinquième des sept tenues portées dans le rite de mariage le plus complexe.
La mariée vêtue de la lebsa fassia doit être portée sur un palanquin, la Amariya ou, à l'origine, sur une table.

## Composition de la tenue
Les composantes de la lebsa lfasiya :
- Caftan Marocain
- Autour du cou, on met un plastron, sur lequel sont fixés plusieurs bijoux et un collier de perles blanches et vertes[6];
- Sur la tête, on met un voile blanc[1] pour attacher les diverses décorations avec des épingles;
- On met à nouveau un autre collier de perles blanches et vertes;
- On met un autre collier en couleur dorée avec des perles vertes. (Une forme de tablette et dorée faisant presque le tour de la tête)
- Au sommet de la tête, on met une grande couronne sur la tête[1].
- À la fin, l'utilisation d'un tissu vert-or très lourd prenant la forme une jupe qu'il faut remonter jusqu’à la tête. (A attacher sur le voile blanc autour de la tête avec des épingles).

Ce tissu retombe sur les épaules et sur le devant du corps,.